# Caixa Mágica (programa de televisão)
Caixa Mágica foi um programa de televisão apresentado por Fátima Lopes e emitido nas tardes de sábado, na SIC.
Para além de marcar o regresso da apresentadora de forma regular à televisão, o programa pretende, através das memórias, assinalar os 30 anos do canal.
O talk show procura, também, dar destaque às histórias de gente feliz, ajudando as pessoas a resgatar a esperança, a confiança e a alegria em tempos que estão a ser tão difíceis e tão desafiantes por variadíssimas razões. Ou seja, dar palco a histórias de renascimento, de reinvenção, de gente pioneira, de pessoas que, não só conseguiram realmente dar uma grande volta na vida, como também podem fazer esta partilha.
A última emissão inédita do programa aconteceu a 24 de junho de 2023, sem aviso prévio ou qualquer explicação por parte do canal. Segundo a imprensa nacional, o programa foi suspenso por causa dos problemas financeiros que a produtora do programa enfrenta.
No entanto, durante os anos de 2023 e 2024, o programa foi-se mantendo em antena, ao início das manhãs de sábado, com o nome "Caixa Mágica - Caminhos de Portugal". Esporadicamente, ao longo das tardes do mesmo dia, também chegaram a ser emitidas repetições.

## Equipa
| Apresentadora | Período     |
| ------------- | ----------- |
| Fátima Lopes  | 2022 - 2023 |

| Repórteres          | Período     |
| ------------------- | ----------- |
| Fátima Lopes        | 2022 - 2023 |
| Iva Lamarão         | 2022        |
| Cláudia Borges      | 2022        |
| Miguel Costa        | 2022        |
| Margarida Barreiras | 2022        |
| Sofia Fernandes     | 2023        |

## Temporadas
| Temporadas | N.º de Episódios | Estreia               | Final                  |
| ---------- | ---------------- | --------------------- | ---------------------- |
| 1.ª        | 33               | 2 de abril de 2022    | 17 de dezembro de 2022 |
| 2.ª        | 20               | 14 de janeiro de 2023 | 24 de junho de 2023    |

## Audiências
Na estreia, o formato liderou confortavelmente as audiências. 
Com início pelas 15h45, o “Caixa Mágica” registou 5.5 de audiência média e 17.7% de share com 518 700 telespectadores.
O “Caixa Mágica” bateu nos 23.3% de share às 15h54 com Alberta Marques Fernandes.
Às 19h44, Fátima Lopes conseguiu o seu pico de rating com 7.4 e 697 900 telespectadores sintonizados.